# Bewening van Christus

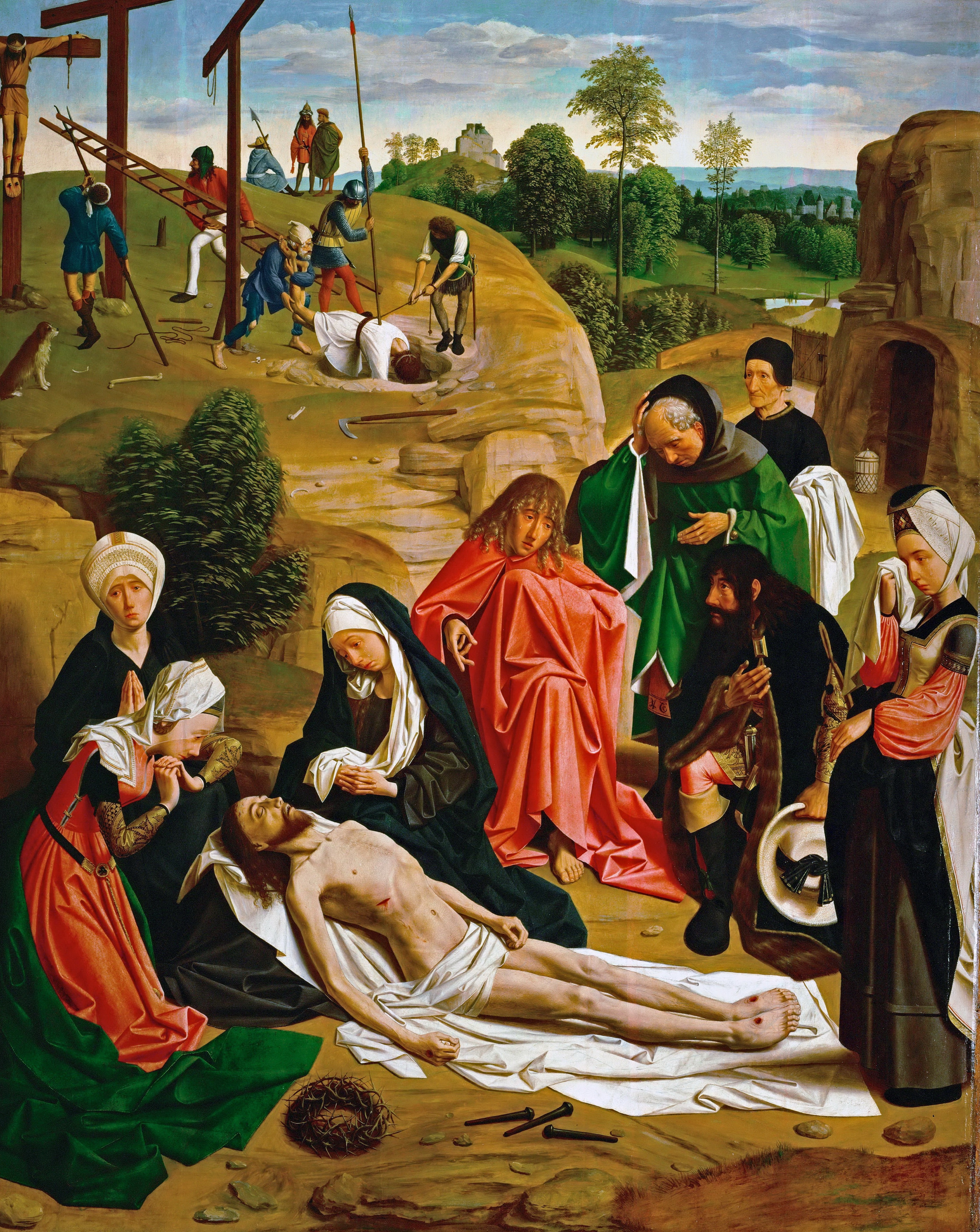
Bewening van Christus van Geertgen tot Sint Jans

De bewening van Christus is een veelvoorkomend onderwerp in de christelijke kunst. Een Bijbeltekst ligt aan dit onderwerp niet ten grondslag. Ook het woord lamentatie wordt bij kunstbeschrijvingen gebruikt als synoniem voor bewening.

## Geschiedenis
Het tafereel komt voor het eerst in de 11e eeuw in de Byzantijnse kunst in gebruik. Sindsdien is het een vast onderdeel in cycli over het leven van Christus. Men treft het aan tussen taferelen met voorstellingen van de Kruisafname en de Graflegging. De op de grond liggende Christus wordt beweend door Maria, Nicodemus en anderen. Later ontstond het ermee verwante genre van de Piëta, waar Christus op de schoot van Maria voorgesteld wordt.

## Bekende voorbeelden
Het onderwerp is door Giotto in de Arena-kapel te Padua in een grote compositie geschilderd. Een ander bekend voorbeeld van een bewening van Christus is de Bewening van de dode Christus van Sandro Botticelli. Ook Andrea Mantegna schilderde dit tafereel en maakte daarbij gebruik van verkort perspectief.

## Galerij

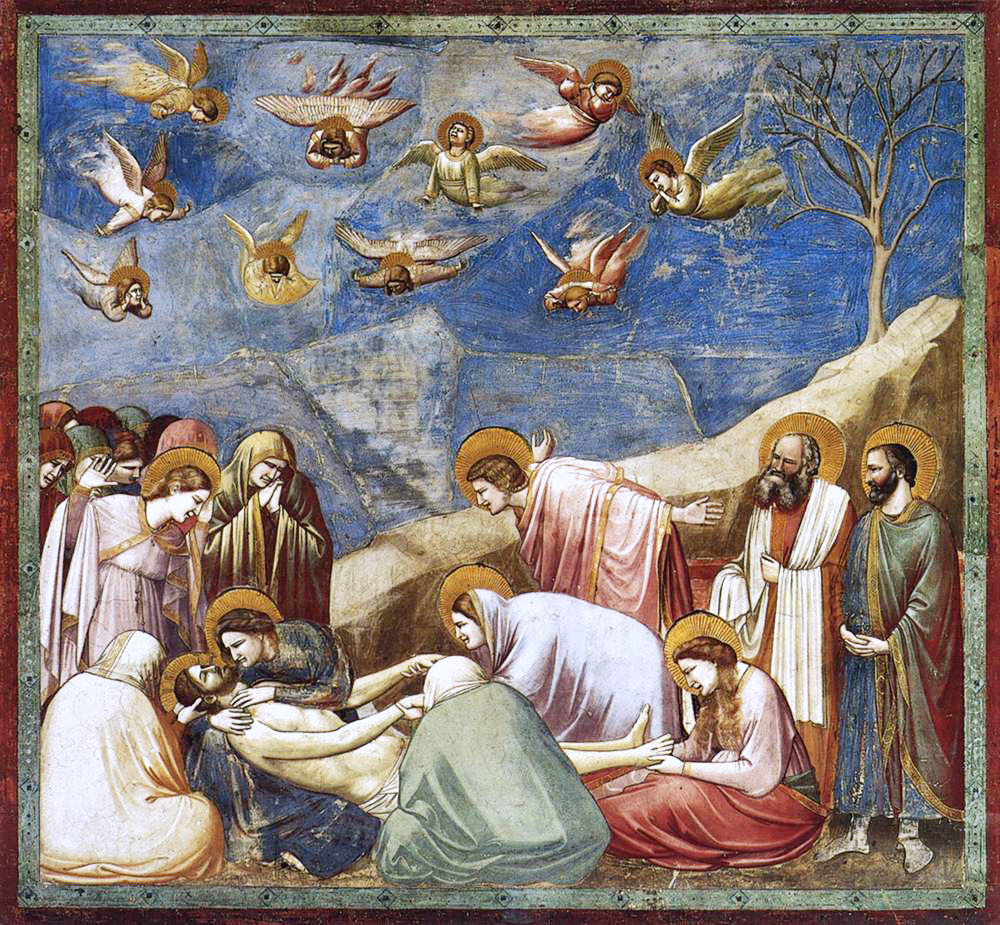
Bewening van Christus van Giotto
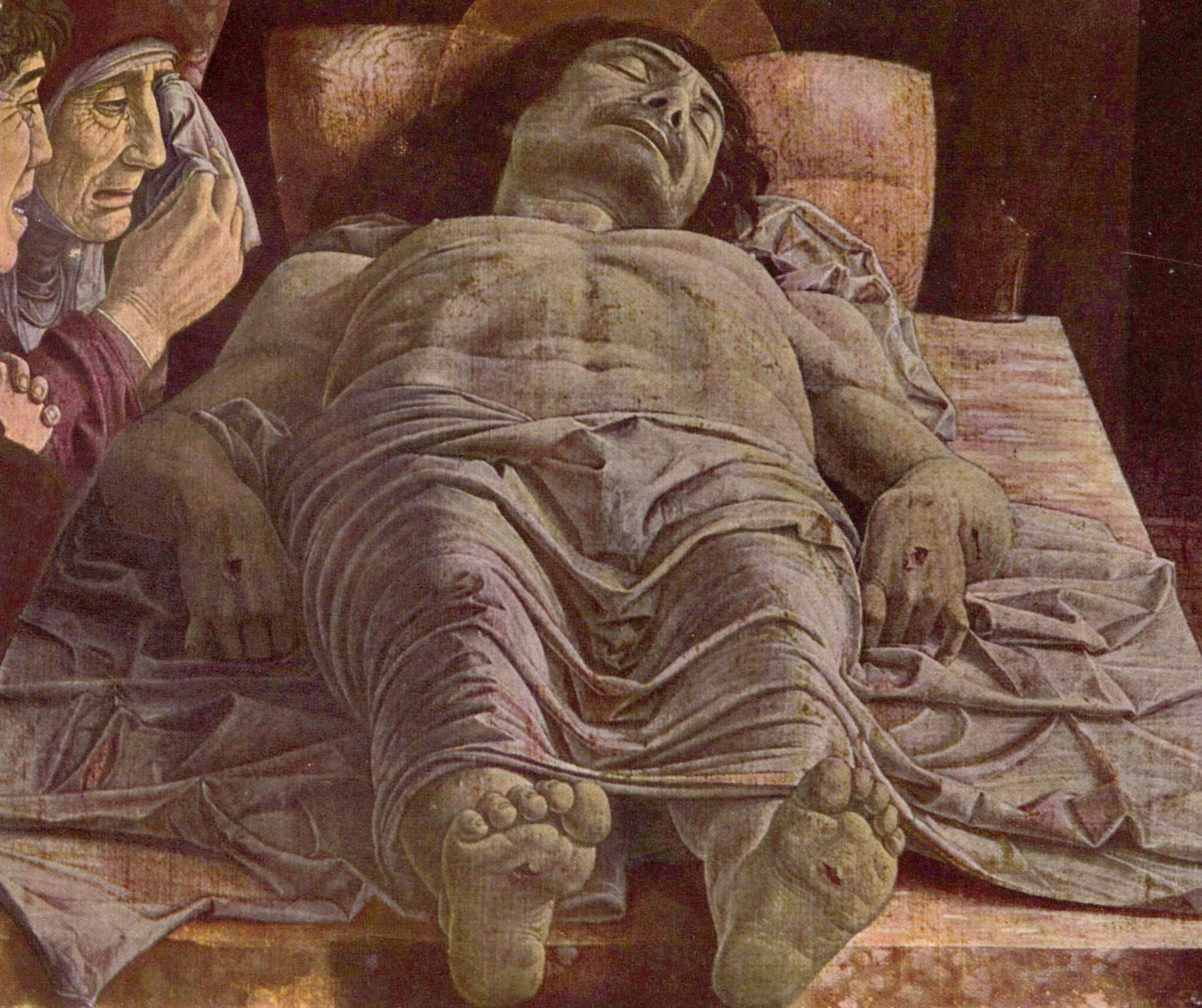
Bewening van Jezus van Andrea Mantegna
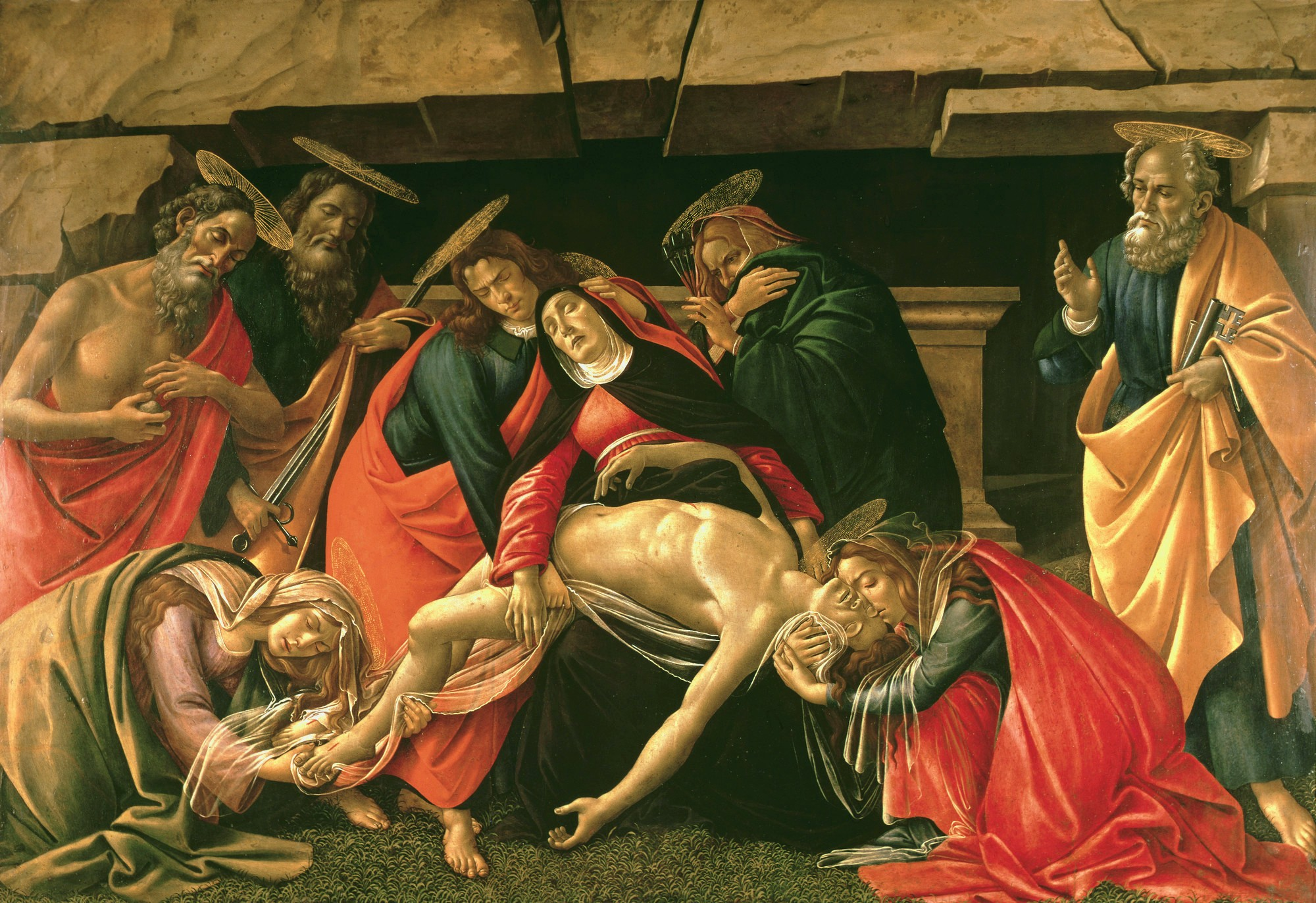
Bewening van Christus van Sandro Botticelli
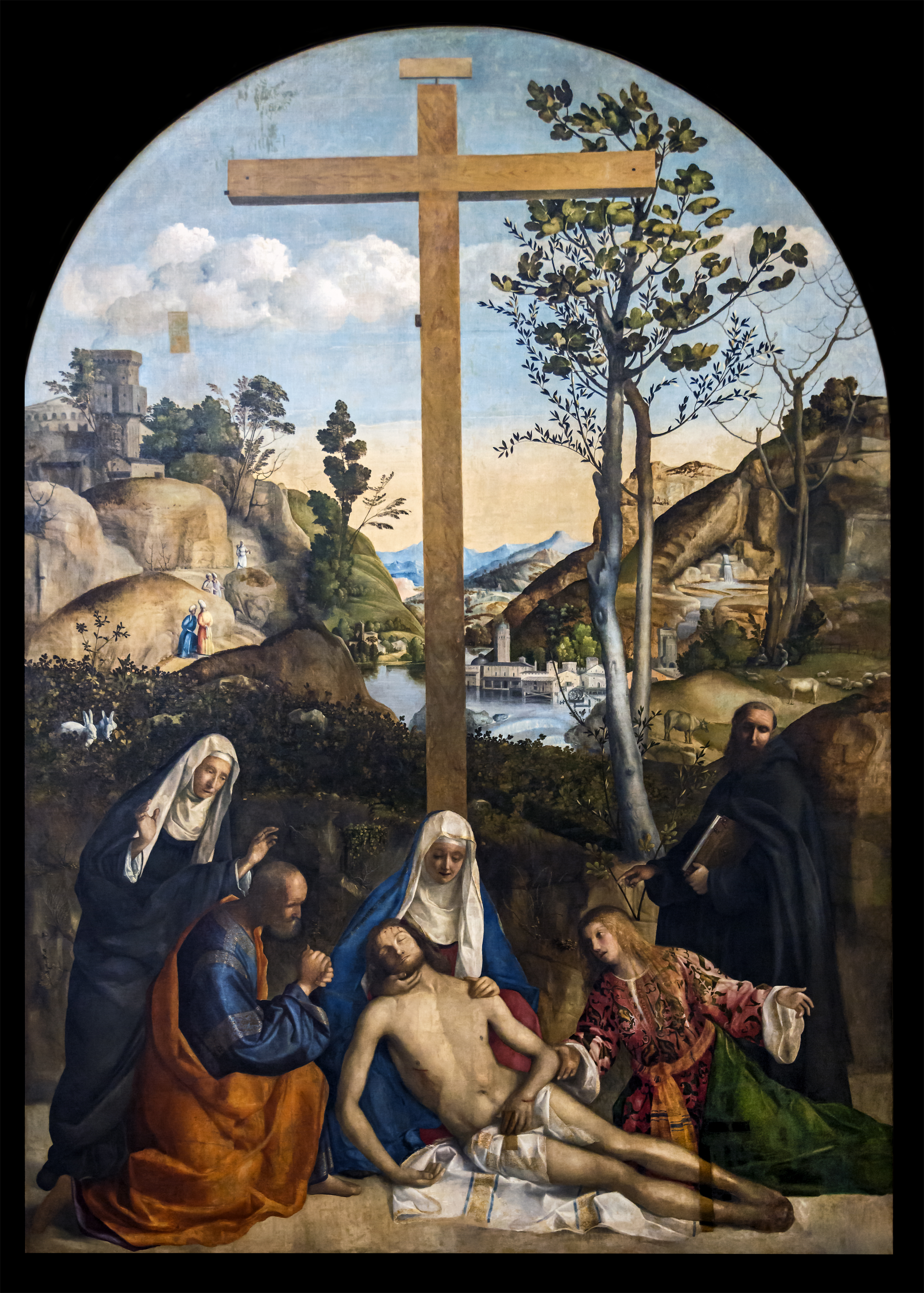
Bewening van Jezus van Giovanni Bellini
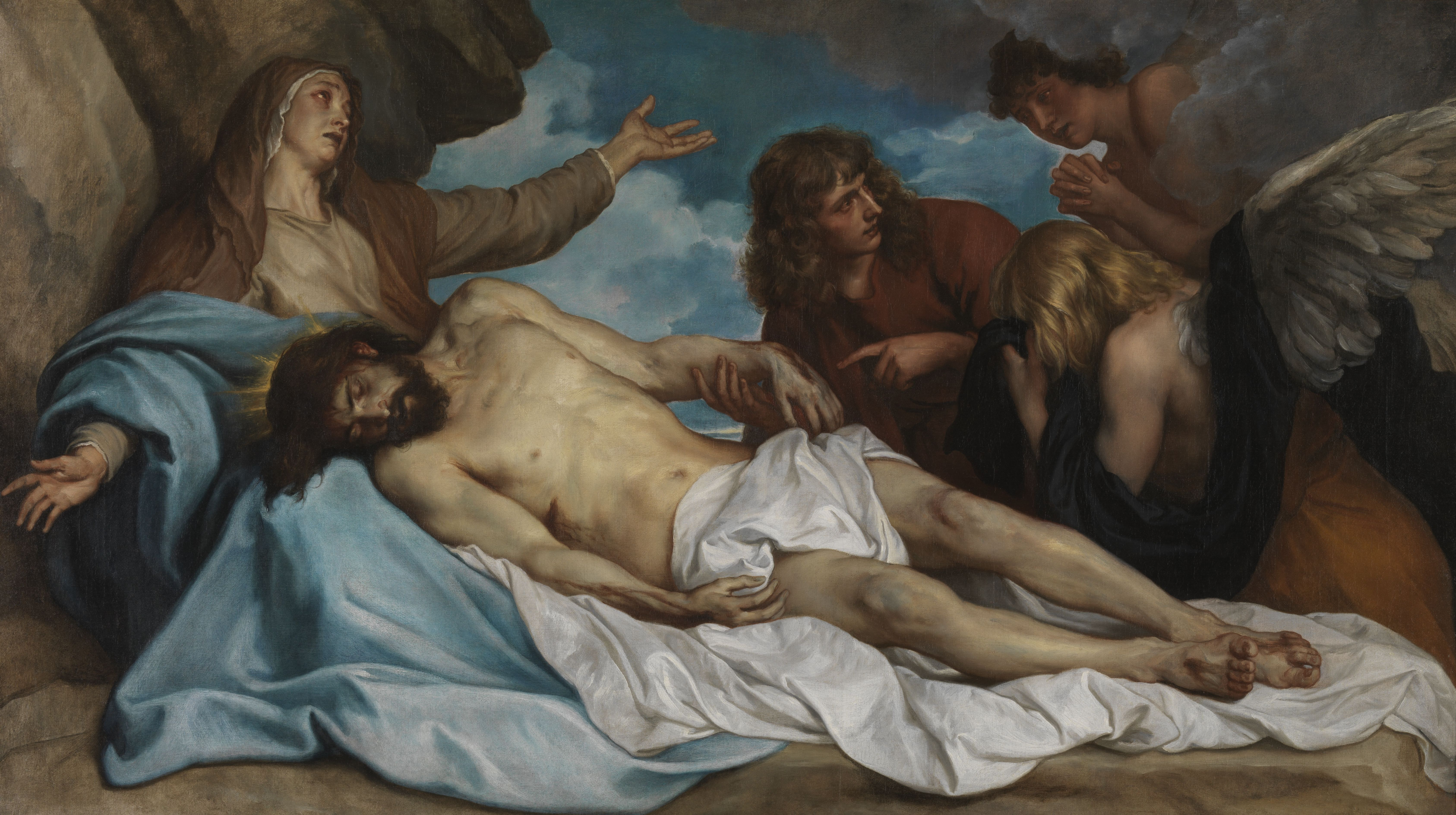
Bewening van Christus van Anthony van Dyck